# Parsippany-Troy Hills
Parsippany-Troy Hills, comunemente chiamata Parsippany, è un comune (township) degli Stati Uniti d'America della Contea di Morris nello Stato del New Jersey.
Al censimento del 2010 essa conta 53.238 abitanti ed è quindi il comune più popoloso della Contea di Morris.
Nel 2006 Parsippany secondo la rivista Money venne riconosciuta al diciassettesimo posto delle città da visitare negli Stati Uniti.

## Geografia fisica

### Territorio
Secondo lo U.S. Census Bureau, Parsippany ha una superficie totale di circa 66 km² tra cui 4 km² sono coperti da acqua.

### Clima
Parsippany gode di un clima continentale umido, con inverni molto freddi e estati molto calde. La temperatura più fredda registrata è stata di −32 °C mentre quella più calda di 40 °C.

## Storia
Il comune è stato istituito come township il 12 marzo 1928, distaccandosi da quello di Hanover.